# Seriana
Seriana (în arabă سريانة) este o comună din provincia Batna, Algeria.
Populația comunei este de 15.445 de locuitori (2008).